# Ballygar
Ballygar (iriska: Béal Átha Ghártha) är en ort i grevskapet Galway i Republiken Irland. Namnet har tidigare varit Beallagarr, vilket i sin tur kommer från det iriska Béal Átha Ghártha. Orten har varit en handels- och mötesplats under många århundraden, men det dröjde till 1820-talet innan Ballygar fick något befolkningsantal att tala om. Sedan 1945 hålls årligen en karneval i Ballygar. Tätorten (settlement) Ballygar hade 687 invånare vid folkräkningen 2016.